# RTL 4
RTL 4 (viết tắt từ tiếng Hà Lan Radio Télévision Luxembourg 4) là kênh truyền hình phát sóng miễn phí của Hà Lan. Đây là kênh truyền hình thương mại được xem nhiều nhất tại Hà Lan, đặc biệt với những người trong độ tuổi từ 20 đến 49. RTL 4 là kênh giải trí tổng hợp với các chương trình thông tin giải trí, phim truyền hình, talk show, game show, thời sự và chương trình tài năng. RTL 4 thuộc sở hữu của RTL Nederland, một công ty con của RTL Group. RTL Nederland còn sở hữu ba kênh truyền hình khác, đó là: RTL 5, RTL 7 và RTL 8, và bốn kênh truyền hình chuyên đề: RTL Z, RTL Lounge, RTL Crime và RTL Telekids.
RTL 4, cùng với RTL 5, RTL 7 và RTL 8 - chính thức được đặt trụ sở chính tại Hilversum và phát sóng theo giấy phép truyền hình của Luxembourg. Điều này cho phép RTL 4 cũng như kênh chị em tránh được sự kiểm soát chặt chẽ hơn của các cơ quan truyền thông Hà Lan vì việc giám sát truyền hình của Luxembourg không quá khắt khe. Mặc dù kênh dành cho khán giả Hà Lan, RTL 4 được mã hóa trên nền tảng DVB-T Digitenne của Hà Lan, nhưng kênh này được phát sóng miễn phí ở Luxembourg.

## Lịch sử
Ban đầu nó được phát sóng qua vệ tinh Astra 1A với tên gọi RTL Véronique vào ngày 2 tháng 10 năm 1989, trước khi mang tên RTL 4 vào năm sau. 3 chữ số đầu tiên đã được các đài truyền hình công cộng khác của Hà Lan sử dụng. Đây là một trong những đài truyền hình thương mại tư nhân đầu tiên ở Hà Lan. Kênh chính thức phát sóng từ Luxembourg. Hà Lan không cho phép các đài truyền hình tư nhân hoạt động cho đến năm 1992. Hệ thống mã hóa được sử dụng bởi cả dịch vụ Lưu trữ ngày 14 tháng 11 năm 2022 tại Wayback Machine tương tự RTL 4 và 5  trên các vệ tinh Astra 1A và 1C là Luxcrypt. Tiêu chuẩn này đã được sử dụng để bảo vệ quyền phân phối mà các hãng phim nước ngoài bán cho RTL.
RTL 4 phát sóng vở opera xà phòng đầu tiên và dài nhất của Hà Lan, Goede Tijden, Slechte Tijden (bắt đầu kể từ ngày 1 tháng 10 năm 1990).
Lần thay đổi mục tiêu chương trình triệt để mới nhất của RTL 4 là vào ngày 18 tháng 8 năm 2007 khi RTL giành được quyền bóng đá (Eredivisie) nhưng NOS đã có bản quyền vào năm sau. Vào năm 2008, RTL 4 trở lại như là một kênh giải trí gia đình  với các chương trình như Thần tượng, X Factor, Dancing with the Stars và Dancing on Ice. Năm đó RTL 4 cũng bắt đầu phát sóng Ik Hou Van Holland, một chương trình đố vui về Hà Lan do Linda De Mol làm dẫn chương trình.
Từ năm 2009, các chương trình tài năng đang đóng một vai trò quan trọng trong hệ thống chương trình của RTL 4, X-Factor đã được di chuyển sang tối thứ Sáu với lượt xem cao hơn trong mùa 2 (2009) và mùa 3 (2010) vào thứ Sáu. Năm 2010, RTL 4 đã thay thế SBS 6 phát sóng Holland's Got Talent và cùng với John De Mol tạo ra chương trình tài năng riêng của họ The Voice of Holland vào mùa thu cùng năm đó. The Voice of Holland đã trở thành một cú sốc lớn trên truyền hình tại Hà Lan với xếp hạng khoảng 3 triệu người xem vào mỗi tối Thứ Sáu. Năm 2012, một chương trình tài năng mới khác bắt đầu, Beat the Best.
RTL 4 cũng sở hữu bản quyền đối với các vở opera xà phòng As the World Turns và The Bold and the Beautiful. Vào tháng 1 năm 2007, RTL đã bán bản quyền của B&B cho SBS6 đến tháng 12 năm 2010 khi họ mua lại bản quyền. Với nhiều tiền hơn và không gian để mua các chương trình truyền hình khác, RTL 4 đã mua bản quyền mùa đầu tiên của phim truyện nổi tiếng từ Mỹ Brothers & Sisters  và phát sóng CSI: Miami từ kênh chị em RTL 5.
Dẫn chương trình truyền hình Peter van der Vorst đã được bổ nhiệm làm Giám đốc Nội dung và Tiếp thị của RTL Nederland. Ông sẽ bắt đầu công tác vào ngày 1 tháng 3 năm 2019.

## Radio
Từ tháng 5 năm 1991 đến tháng 9 năm 2006, đài đã có một số đài phát thanh đi kèm, chẳng hạn như RTL 4 Radio, RTL Radio, RTL Rock Radio, Happy RTL, và RTL FM. Từ tháng 6 năm 2007 đến ngày 1 tháng 1 năm 2012 RTL Nederland sở hữu Radio 538, một trong những đài phát thanh lớn nhất của Hà Lan.

## Chương trình
Lượt truy cập trên RTL 4 bao gồm RTL Nieuws, Editie NL, RTL Boulevard, Goede Tijden, Slechte Tijden và chương trình gia đình tối thứ Bảy Ik hou van Holland. Các chương trình tài năng cũng rất nổi tiếng trên RTL 4, chẳng hạn như Idols, X Factor, Holland's Got Talent, Supernanny và The Voice of Holland. RTL 4 cũng phát sóng phim truyền hình Mỹ.
Như thông lệ với các dịch vụ truyền hình và điện ảnh khác trên toàn quốc, các chương trình bằng ngôn ngữ khác cũng như các phần của chương trình địa phương có lời thoại bằng ngôn ngữ không phải tiếng Hà Lan được phụ đề bằng tiếng Hà Lan thay vì lồng tiếng hoặc thuyết minh.

### Chương trình trong nước

#### Chương trình dành cho trẻ em
- De Club van Sinterklaas
- Telekids

#### Phim hài
- Gooische Vrouwen
- Voetbalvrouwen (Footballers' Wives)

#### Kịch
- Baantjer
- Moordvrouw
- Peter R. de Vries: Phóng viên Tội phạm

#### Game show
- BankGiro Miljonairs (Who Wants to Be a Millionaire?)
- Eén tegen 100
- I Can See Your Voice (phiên bản tiếng Hà Lan của chương trình cùng tên của Hàn Quốc) [19][20]
- Vijf tegen Vijf (Family Feud)
- De Zwakste Schakel (Weakest Link)
- The Big Music Quiz (Phiên bản tiếng Hà Lan của bài kiểm tra Le Grand Blind)
- Dit was het nieuws (Have I Got News for You phiên bản tiếng Hà Lan)
- Ik hou van Holland
- De Jongens tegen de Meisjes
- Het Moment Van De Waarheid

#### Tin tức
- RTL Nieuws

#### Chương trình thực tế
- Bouwval gezocht (Bậc thang tài sản)
- Dancing on Ice
- Dancing with the Stars (Phiên bản tiếng Anh của Strictly Come Dancing)
- Eigen Huis & Tuin
- Holland's Got Talent
- The Voice of Holland
- The Voice Kids
- The Voice Senior
- Hoe schoon is jouw Huis? (How Clean Is Your House?)
- Thần tượng (hồi sinh trên RTL 5 từ mùa thứ năm)
- Mijn Tent is Top (My Restaurant Rules) (mùa 2 & 3)
- My Name Is...
- Soundmixshow
- X Factor

#### Opera xà phòng
- Goede tijden, slchte tijden

#### Talk show
- RTL Boulevard
- RTL Late Night

### Đã nhập khẩu
- The Bold and the Beautiful
- Dr. Phil
- ER

## Dẫn chương trình đáng chú ý
- Vivienne van den Assem (2018 – nay)
- Carlo Boszhard (1993 – nay)
- Patty Brard (1989-1990, 1994, 2011-2013, 2018)
- Robert ten Brink (2006 – nay)
- Daphne Bunskoek (2005-2008, 2013, 2018 – nay)
- Pepijn Crone (2015 – nay)
- Nicolette van Dam (2008–2015)
- Wendy van Dijk (2006–2019)
- Marieke Elsinga (2016 – nay)
- Beau van Erven Dorens (1998-2005, 2007-2009, 2015-nay)
- Natasja Froger (2010 – nay)
- Gordon (2007–2018)
- Angela Groothuizen (2009 – nay)
- Olcay Gulsen (2016-2019)
- John van den Heuvel (2001 – nay)
- Jan de Hoop (1989 – nay)
- Mariska Hulscher (200? -200?)
- Twan Huys (2018-2019)
- Luuk Ikink (2013 – nay)
- Chantal Janzen (2005-2006, 2011 – nay)
- Eva Jinek (2020 – nay)
- Nicolette Kluijver (2014 – nay)
- Jeroen van Koningsbrugge (2008-2019)
- Martijn Krabbé (1995 – nay)
- Pernille La Lau (2006-2008, 2010 – nay)
- Paul de Leeuw (2013-2014, 2018 – nay)
- Marc van der Linden (2003 – nay)
- Bridget Maasland (2007-2012, 2016 – nay)
- Char Margolis (2002–2008, 2010)
- Linda de Mol (2007–2019)
- Irene Moors (1989–2016)
- Ruben Nicolai (2015 – nay)
- Derek Ogilvie (2007–2013)
- Antoin Peeters (2002 – nay)
- Art Rooijakkers (2018 – nay)
- Loretta Schrijver (1989-2007, 2010 – nay)
- Katja Schuurman (2018 – nay)
- Gaston Starreveld (1990 – nay)
- Humberto Tan (2007-2012, 2013 – nay)
- Caroline Tensen (1989-1999, 2019 – nay)
- Quinty Trustfull (2006, 2008 – nay)
- Rudolph van Veen (2000–2005, 2008–2011)
- Thomas Verhoef (2005 – nay)
- Peter van der Vorst (2006-2019)
- Peter R. de Vries (1995-1998, 2006-2010, 2013-nay)
- Frits Wester (1994 – nay)
- Merel Westrik (2014-2019)
- John Williams (1995 – nay)

## Teletext
RTL 4 cung cấp dịch vụ teletext đã dừng vào ngày 1 tháng 4 năm 2017. Các trang 888/889 vẫn có phụ đề.